# 日本石油
日本石油株式会社（にほんせきゆ、英: Nippon Oil Co., Ltd.）は、かつて存在した日本の石油元売企業である。1888年（明治21年）創業。ENEOSの法人格上の前身。
1999年（平成11年）4月1日に三菱グループの三菱石油と合併し日石三菱株式会社（にっせきみつびし、略称：NMOC）となった。同社は2002年（平成14年）6月27日に新日本石油株式会社に社名を変更した（略称は新日石、英文社名は合併前の日石のものに復した）。

## 概要
1888年（明治21年）、尼瀬油田の石油開発ブームを受け内藤久寛・山口権三郎らにより設立。本社および製油所（製油場）は油田近くの新潟県三島郡尼瀬村（現・三島郡出雲崎町尼瀬）に置かれた。設立時は有限責任日本石油会社であったが、1894年（明治27年）に日本石油株式会社に改組した。1899年（明治32年）には柏崎に2番目の近代的製油所を建設、以降新潟県や秋田県、北海道に製油所を建設していった。社章は「日本」の文字をコウモリで模った「コウモリ印」を使用していたが、これは創立記念式典の会場内に一羽のコウモリが舞い込んで来たことに由来する。
1921年（大正10年）、日本の二大石油会社であった当社と宝田石油が合併。宝田石油は1893年（明治26年）、新潟県長岡町で東山油田をもとに創業した。合併時、宝田石油は新潟県や秋田県、そして台湾にも製油所を有していた。1941年（昭和16年）には、国内2位の小倉（おぐら）石油とも合併した。
太平洋戦争後、当社はアメリカのカルテックスと業務提携。1951年（昭和26年）に折半出資で両社の石油精製事業を担当する日本石油精製（現在のENEOS）を設立し、カルテックスグループの一員となった。以降、1996年（平成8年）に日本石油精製のカルテックス保有分株式の100%取得及びカルテックスオイル・ジャパンの合併により提携を解消、同グループを離脱するまで、当社は外資系と言われた。

## 沿革

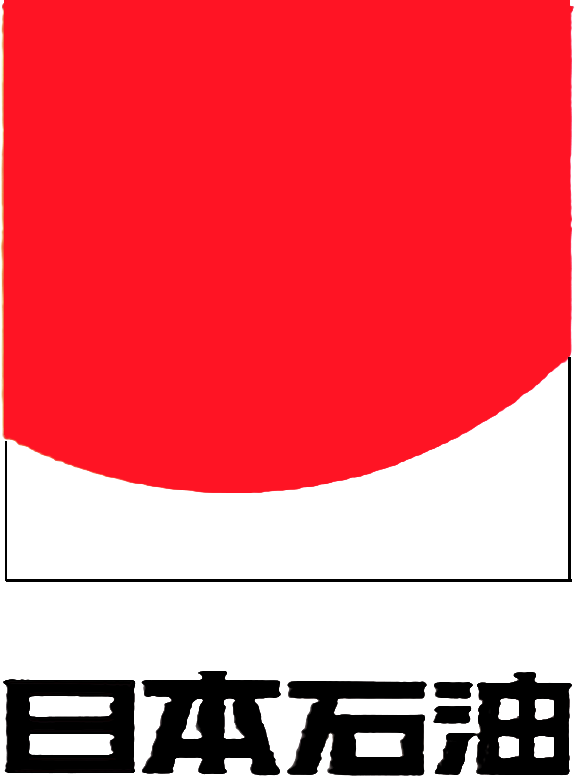
日本石油のロゴ（1983～2002）

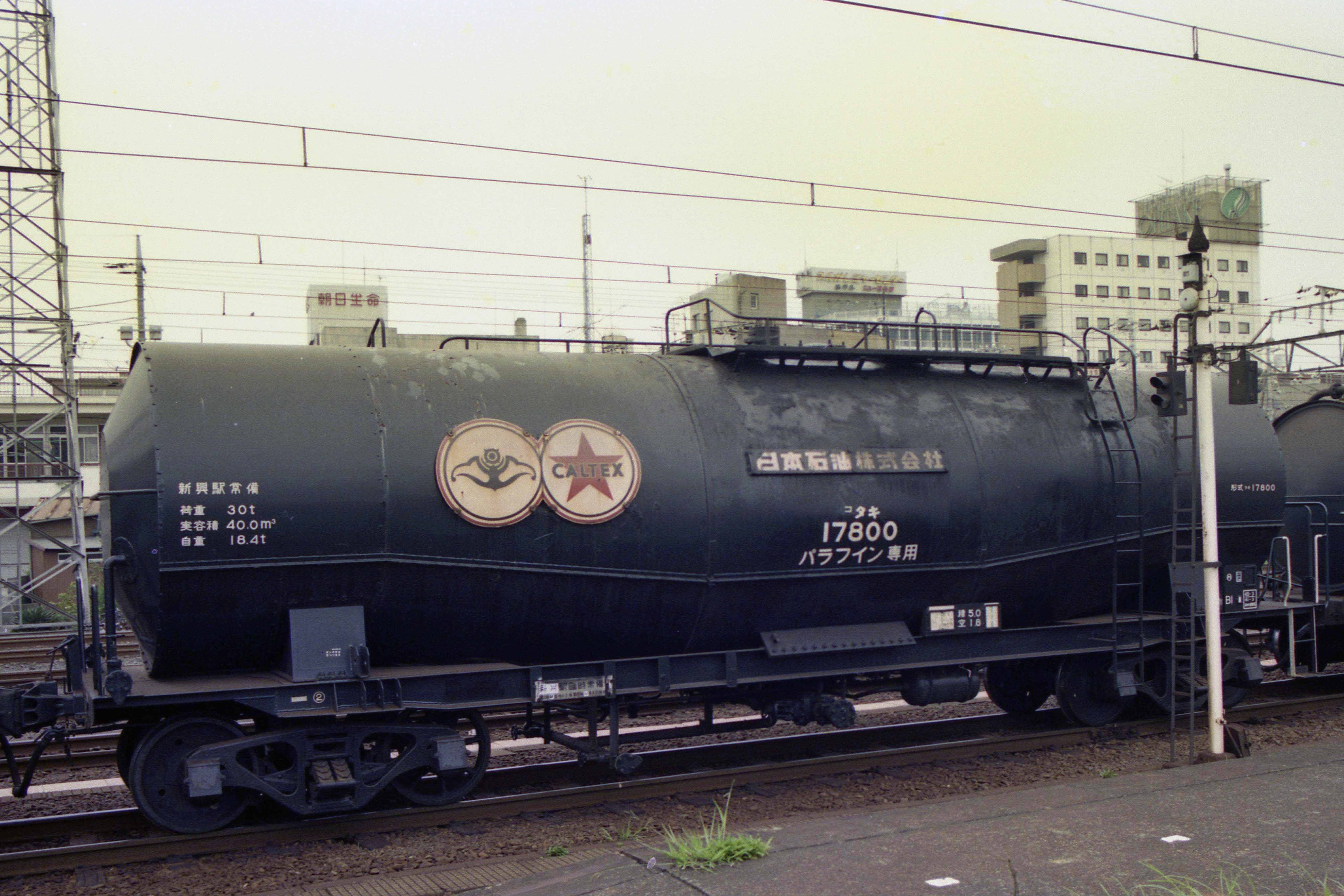
左にコウモリ印・右にカルテックス社ロゴが入った日石私有貨車のタンク車

### 明治時代
- 1888年（明治21年）
  - 5月10日 - 有限責任日本石油会社が発足。本社は新潟県刈羽郡石地村（現・柏崎市西山町石地）。
  - 9月28日 - 本社を新潟県三島郡尼瀬村（現・三島郡出雲崎町尼瀬）に移転。
- 1890年（明治23年）12月 - 尼瀬製油場が操業開始。
- 1894年（明治27年）1月8日 - 日本石油株式会社に改組。
- 1895年（明治28年）6月16日 - 新潟鐵工所が発足（1896年5月8日操業開始）。
- 1899年（明治32年）
  - 6月25日 - 第二製油所が操業開始。
  - 8月1日 - 本社を刈羽郡大洲村大久保（現・柏崎市大久保）に移転。尼瀬製油場を第一製油所に改称。
- 1903年（明治36年）6月25日 - 第一製油所閉鎖。
- 1907年（明治40年）
  - 2月1日 - 鷲田製油所を買収、新津製油所（初代）とする。第二製油所を柏崎製油所（初代）に改称。
  - 4月17日 - 新潟市内に新潟硫曹製造所を開設。
  - 4月20日 - 柏崎製油所隣接地に柏崎硝子製造所を開設。
  - 6月1日 - インターナショナル石油の新潟県の全資産を買収（同年6月12日に同社製油所が直江津製油所として発足）。
- 1908年（明治41年）5月18日 - 社有船『宝国丸』が進水。鋼鉄製油槽船としては日本初[4]。
- 1909年（明治42年）12月 - 柏崎硝子製造所休止。
- 1910年（明治43年）
  - 6月17日 - 新潟鐵工所を分離し、株式会社新潟鐵工所を設立。
  - 7月18日 - 秋田製油所が発足（同年11月22日操業開始）。
- 1911年（明治44年）2月6日 - インターナショナル石油の北海道の全資産を買収。
- 1912年（明治45年）4月13日 - 北海道製油所が発足（同年10月操業開始）。

インターナショナル石油
- 1900年（明治33年）11月15日 - アメリカ合衆国のスタンダード・オイルが、北海道・新潟県の石油開発を目的としインターナショナル石油株式会社を設立。
- 1901年（明治34年）11月 - 直江津製油所が操業開始。
- 1902年（明治35年）3月 - 蔵王石油株式会社（1894年7月設立）を買収。
- 1907年（明治40年）6月1日 - 新潟県の全資産を日本石油に売却。
- 1911年（明治44年）2月6日 - 北海道の全資産を日本石油に売却。

### 大正時代

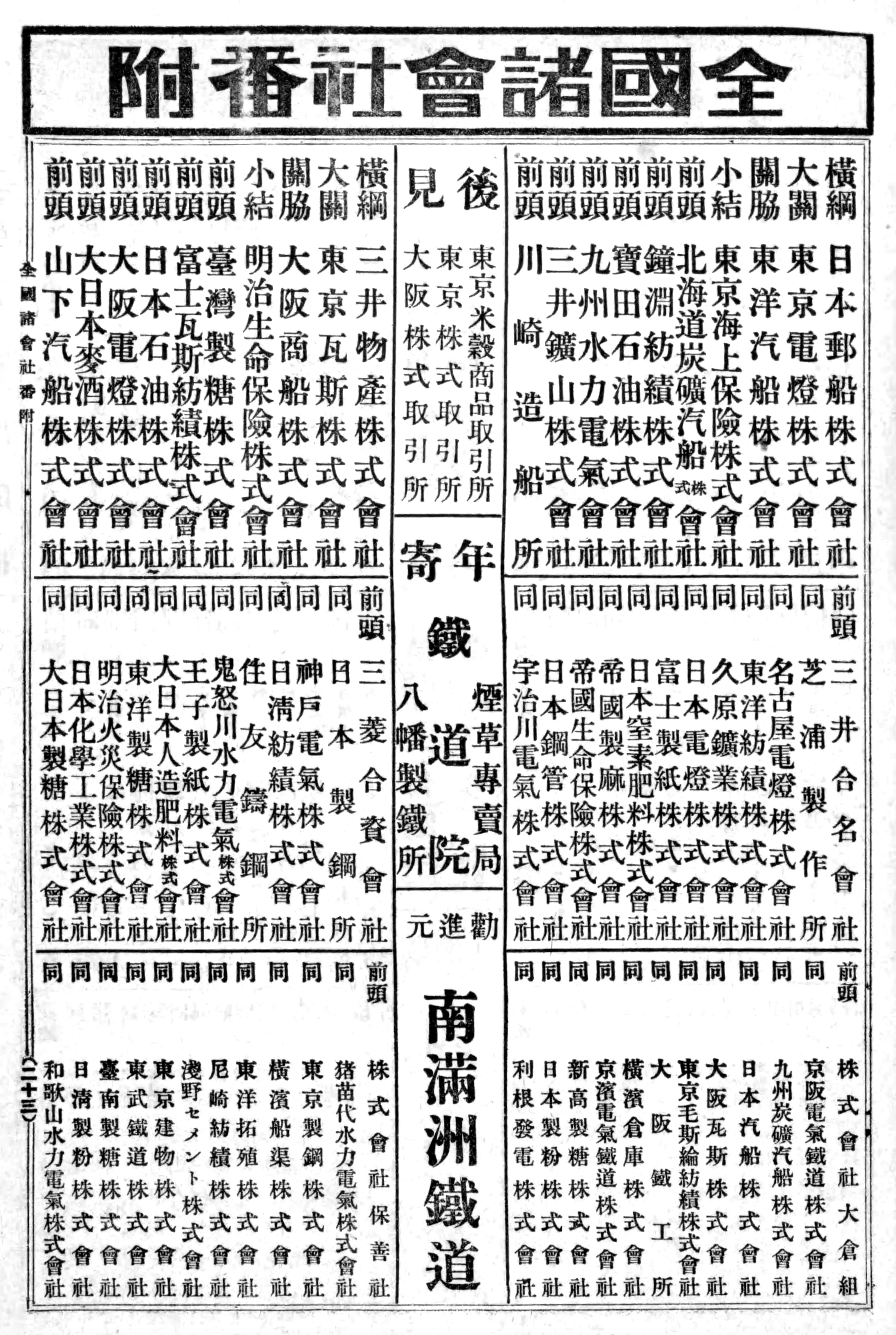
全国諸会社番付(大正12年)。日本石油と宝田石油は，共に一段目段目に入る。

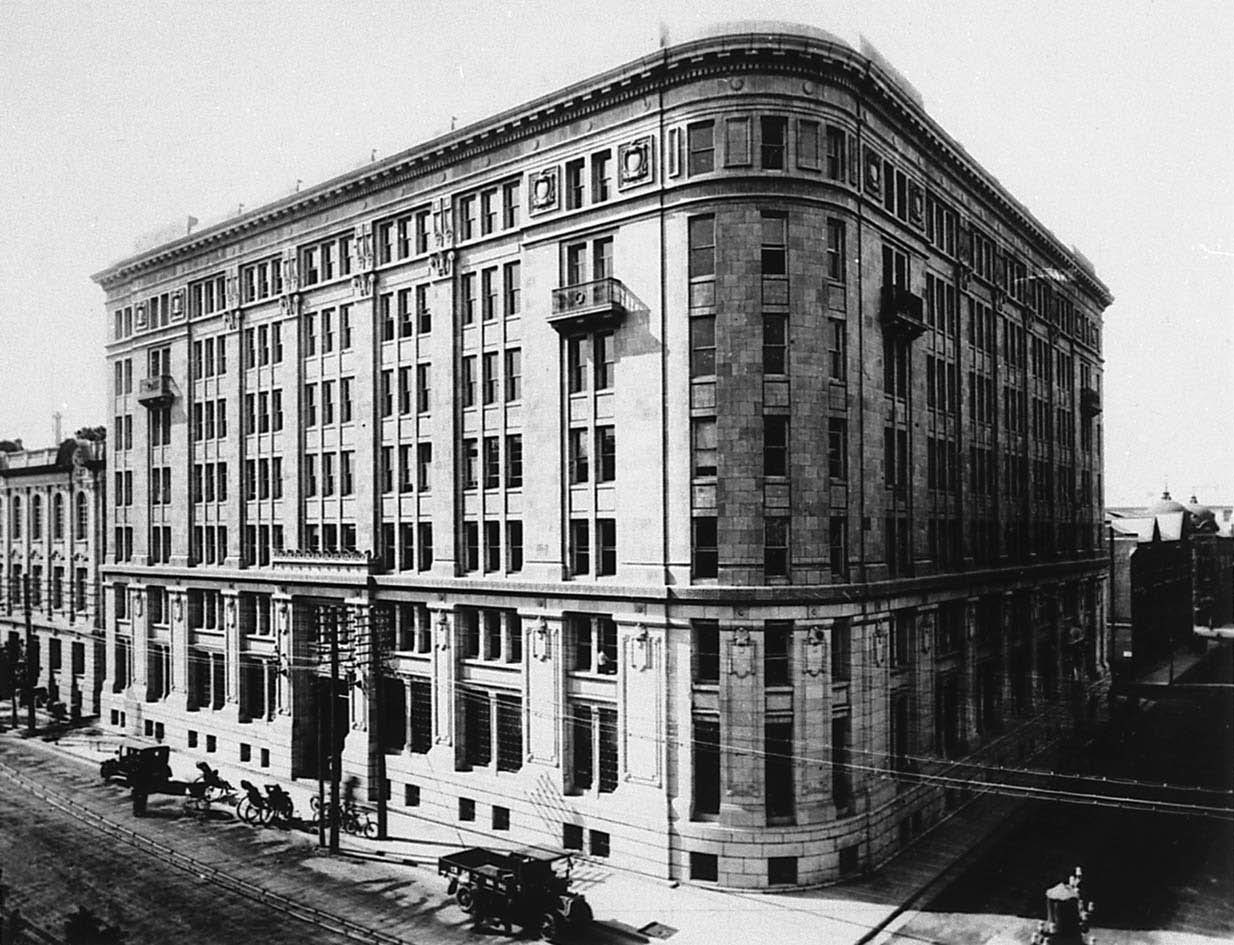
日石ビルディング（有楽館）

- 1914年（大正3年）8月3日 - 本社を東京市麹町区有楽町（後の東京都千代田区丸の内）の三菱21号館に移転。
- 1915年（大正6年）7月1日 - 柏崎製油所内に化学研究所を開設。
- 1917年（大正6年）
  - 1月31日 - 新潟硫曹製造所を閉鎖・売却。
  - 11月21日 - 新津製油所（初代）閉鎖。
- 1919年（大正8年）2月 - 初のガソリンスタンドを東京神田に開設。これは、ENEOSグループ全体のガソリンスタンドの中では一番古いため、ENEOSにとって最初のガソリンスタンドとして扱われている。
- 1920年（大正9年）1月10日 - 中央石油株式会社（1907年7月29日設立）を買収。
- 1921年（大正10年）10月1日 - 宝田石油株式会社と合併。新潟製油所（旧・沼垂製油所）、柏崎製油所柏崎分工場（旧・柏崎製油所）、秋田製油所豊川支所（旧・豊川製油所）、秋田製油所道川支所（旧・道川製油所）、秋田製油所二田分工場（旧・秋田製油所）、新津製油所（2代目）、台湾製油所（旧・苗栗製油所）、試験所を継承。化学研究所を試験所に統合。
- 1922年（大正11年）
  - 5月31日 - 直江津製油所休止。
  - 6月30日 - 柏崎製油所（初代）閉鎖。
  - 7月1日 - 旧宝田石油の柏崎分工場が柏崎製油所（2代目）に改称。
  - 7月末 - 本社ビル「有楽館」が完成。
  - 12月31日 - 秋田製油所豊川支所、直江津製油所閉鎖。
- 1923年（大正12年）
  - 3月31日 - 秋田製油所二田分工場閉鎖。
  - 5月21日 - 鶴見製油所発足（1924年6月16日操業開始）。
- 1926年（大正15年）2月28日 - 新津製油所（2代目）休止（1928年7月26日閉鎖）。

宝田石油 

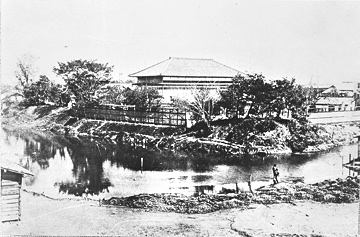
長岡市にあった宝田石油本社（1912年頃撮影）

- 1893年（明治26年）3月29日 - 山田又七らにより、宝田石油株式会社（ほうでんせきゆ）設立。
- 1896年（明治29年）9月24日 - 古志石油と合併、古志宝田石油株式会社に社名変更。
- 1898年（明治31年）
  - 6月16日 - 全越石油の製油所（後の長岡製油所）を買収し、製油事業に進出。
  - 10月 - 宝田石油株式会社に社名変更。
- 1901年（明治34年）10月 - 第一次合同。1903年10月までに浅野製油所など30の会社・組合を買収。
- 1904年（明治37年）10月 - 第二次合同。1905年3月までに宝扇石油商会・浅野削井部など19の会社・組合を買収。
- 1906年（明治39年）10月 - 第三次合同。1907年3月までに村井石油部など36の会社・組合を買収。
- 1907年（明治40年）4月 - 第四次合同。1908年9月までに新南北石油など27の会社・組合を買収合併。
- 1919年（大正8年）7月 - 沼垂製油所が操業開始。
- 1920年（大正9年）5月1日 - 中外石油アスファルト株式会社（1913年10月28日に中外アスファルトより社名変更、1907年4月15日会社設立）を合併。
- 1921年（大正10年）10月1日 - 日本石油株式会社と合併。

### 昭和時代（戦前）
- 1927年（昭和2年）3月31日 - 秋田製油所道川支所閉鎖。
- 1929年（昭和4年）5月10日 - 下松製油所発足（1930年4月10日操業開始）。
- 1934年（昭和9年）2月2日 - 道路部門を分離、日本舗道株式会社（現・NIPPO）を設立。
- 1936年（昭和11年）12月1日 - 関西製油所発足（1937年5月24日操業開始）。
- 1937年（昭和12年）
  - 10月 - 石油取扱量増加のため、浅野物産の仲介で英バンクライン社から｢コラバンク｣（Corabank）（9,181トン）を購入し、力行丸と改名。海運部門を設立。
- 1939年（昭和14年）
  - 7月5日 - 各国内石油企業と共に出資により東亜燃料工業を設立。
  - 9月2日 - 販売部門を石油共販株式会社に譲渡、石油精製専業に。
  - 11月 - 試験所閉鎖。
- 1940年（昭和15年）12月30日 - 和田製油所（新潟県）を買収。
- 1941年（昭和16年）
  - 1月28日 - 北村製油所（千葉県）を買収。
  - 4月1日 - 東亜石油協会、東亜燃料工業、各国内石油企業と共に出資により共同企業株式会社を設立。
  - 6月1日 - 小倉石油株式会社と合併。横浜製油所、東京製油所、中央研究所を継承。
  - 10月 - 満洲証券取引所上場廃止。
- 1942年（昭和17年）
  - 4月1日 - 鉱業部門を帝国石油株式会社（のちの国際石油開発帝石、現・INPEX）に譲渡。
  - 6月1日 - 愛国石油株式会社を吸収合併。長岡製油所、川崎製油所を継承。
  - 12月30日 - 諸橋製油所（秋田県）を買収。
- 1943年（昭和18年）
  - 11月30日 - 長岡製油所閉鎖。
  - 12月15日 - 川崎製油所閉鎖。
- 1944年（昭和19年）
  - 1月 - 海運部門を共同企業株式会社に譲渡。
  - 8月25日 - 高雄製油所発足。台湾製油所を苗栗製油所に改称。
  - 9月1日 - 末武製油所発足。
- 1945年（昭和20年）6月30日 - 東京製油所閉鎖。

小倉石油
- 1889年（明治22年） - 小倉常吉（1865年埼玉県生まれ）が小倉油店を創業[5]。
- 1894年（明治28年） - 小倉石油店に改称。
- 1902年（明治35年）12月27日 - 釜屋堀工場（後の東京製油所）を買収。
- 1917年（大正6年）6月5日 - 大久保製油所（秋田県大久保）が操業開始。
- 1922年（大正11年）1月21日 - 横浜に原油貯油所を開設。
- 1923年（大正12年）4月30日 - 大久保製油所閉鎖。
- 1925年（大正14年）4月10日 - 小倉石油株式会社に改組。
- 1929年（昭和4年）
  - 8月21日 - 小倉丸（7,270トン）竣工。海運部門が設立。
  - 12月 - 横浜製油所が操業開始。
- 1941年（昭和16年）6月1日 - 日本石油株式会社と合併。

愛国石油
- 1934年（昭和9年）4月 - 愛国石油合資会社として設立。川崎工場が操業開始。
- 1935年（昭和10年）4月 - 愛国石油株式会社に改組。
- 1940年（昭和15年）
  - 3月 - 新愛国石油株式会社設立、加藤製油所および加藤製油所新津工場を継承。
  - 11月4日 - 愛国石油が新愛国石油を合併、長岡製油所・新津製油所が発足。
- 1941年（昭和16年）4月 - 新津製油所閉鎖。
- 1942年（昭和17年）6月1日 - 日本石油株式会社に合併。

### 昭和時代（戦後）・平成時代
- 1945年（昭和20年）
  - 8月15日 - 苗栗製油所、高雄製油所閉鎖。
  - 10月5日 - 末武製油所、上海製油所閉鎖。
  - 10月22日 - 本社有楽館がGHQに接収、本社機能を東京都内に分散。
  - 12月20日 - 中央研究所を中央技術研究所に改称。
- 1946年（昭和21年）6月4日 - 本社を三菱仲5号館に移転。
- 1947年（昭和22年）1月20日 - 東京製油所跡地に東京工場を開設。
- 1949年（昭和24年）
  - 2月28日 - 鶴見製油所、関西製油所閉鎖。
  - 3月 - 占領政策の変更を見越して実施したアメリカのカルテックス（CALTEX）社との交渉に基づき、同社と「石油製品委託販売契約」を締結[6]。
  - 4月1日 - 石油元売業者として営業再開。
  - 5月16日 - 株式上場。
- 1950年（昭和25年）
  - 1月20日 - 東京工場閉鎖。
  - 6月 - 北海道製油所休止（1957年12月31日閉鎖）。
- 1951年（昭和26年）
  - 7月23日 - 東京タンカー株式会社（現・ENEOSオーシャン）を設立。
  - 10月1日 - カルテックス社との折半出資で日本石油精製株式会社（現・ENEOS）を設立。同社に横浜製油所・下松製油所を譲渡。
- 1952年（昭和27年）
  - 12月1日 - 防火壁・計量器（又は計量機とも呼ぶ。）や給油所の屋根部分（通称・キャノピー）に設置されるサインポール（一部店舗のみ）等の設備に、日石蝙蝠（にっせきこうもり）ロゴ＆CALTEXの旧カラー仕様ロゴが丸い輪の中に描かれる日石カルテックスロゴの使用及びカルテックスロゴを使用した旧式サインポールの全国の給油所での掲揚を開始。1983年まで長らく日石マークとして親しまれた。
- 1955年（昭和30年）
  - 2月3日 - 日本石油瓦斯株式会社（後の新日本石油ガス）を設立。
  - 8月11日 - 日本石油化学株式会社（現・ENEOS）を設立。
- 1956年（昭和31年）7月23日 - 本社を「日石ビル」（旧・有楽館）に移転。
- 1957年（昭和32年）10月21日 - 和信商事株式会社（現・ENEOSトレーディング）を設立。
- 1959年（昭和34年）10月10日 - 日石不動産株式会社（現・ENEOS不動産）を設立。
- 1960年（昭和35年）4月1日 - 日本加工油株式会社（後の新日本石油加工）を設立。
- 1962年（昭和37年）8月13日 - 「日石本館」（現・新日本石油ビル）が東京都港区芝田村町（現・西新橋）に完成、同ビルに本社を移転。
- 1964年（昭和39年）12月 - 古河化学株式会社と提携、経営再建に参画。株式の40％を持ち、社長は日本石油側、副社長を古河側。
- 1966年（昭和41年）
  - 3月21日 - 柏崎製油所（2代目）を柏崎工場に改称。
  - 5月1日 - 全国の給油所で、カーピット（通称・日石チューンナップ）の設置を開始。
- 1967年（昭和42年）
  - 3月1日 - 日本石油基地株式会社（現・ENEOS喜入基地）を設立。
  - 7月19日 - 日本海石油株式会社を設立。
  - 11月1日 - 柏崎工場を日本加工油に譲渡。
- 1970年（昭和45年）4月1日 - 秋田製油所を日本石油加工に譲渡。
- 1971年（昭和45年）3月15日 - 古河化学株式会社の株式を51％取得。社名を日石樹脂化学株式会社に変更。
- 1983年（昭和58年）
  - 1月1日 - ガソリンエンジン油「PAN」シリーズの製品として、新たに「ニューPAN-A 10W-30」・「PANディーゼルターボ」・「PANサイクロスーパー」を発売。
  - 3月1日 - 新シンボルマークを制定。コウモリ印・カルテックス社のロゴが消去され（左側）、新シンボルマークの「サンライズ」が貨車の右隅に描かれている。

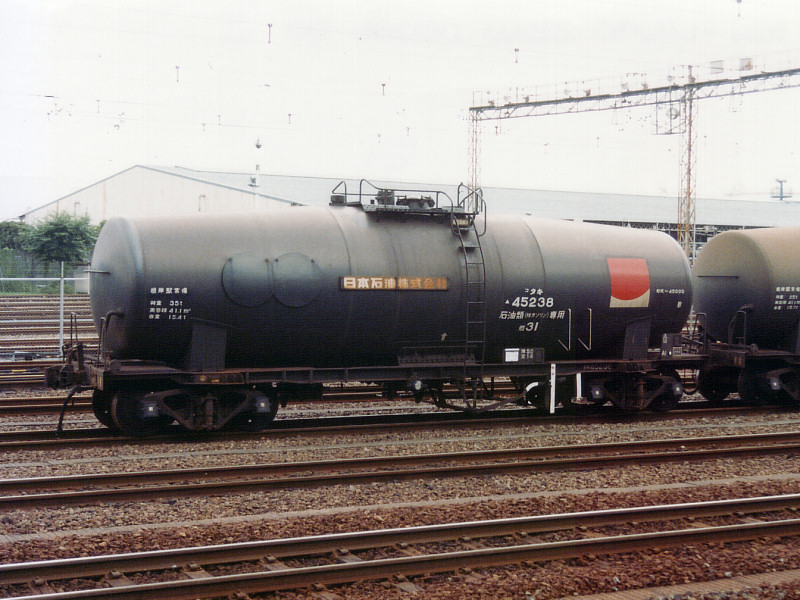
コウモリ印・カルテックス社のロゴが消去され（左側）、新シンボルマークの「サンライズ」が貨車の右隅に描かれている。

  - 4月1日 - 新シンボルマークの給油所への掲揚を開始（1985年3月を以て全給油所に掲揚されると共に、名称を「サンライズ」に決定。）。給油所に設置される防火壁のデザインが、日石カルテックスロゴから通称・日石モザイクと呼ばれた新デザインの物へと変更。同じく、給油所に設置されているキャノピーやサービスルーム・日石チューンナップ・洗車スペースが入る建屋のカラーリングを従来の白色基調（ブランドロゴは白地に赤色の文字。）の物から、白と青の2色基調（ブランドロゴは青地に白色の文字。）の物へと変更。なお、カルテックスロゴはサービスルームの壁に看板を設置する形で1996年ごろまで継続使用。
  - 9月1日 - プレミアムガソリンの「日石ゴールドガソリン」を無鉛化かつオクタン価98に設定した製品である、「ニュー日石ゴールドガソリン」を発売。
  - 同年度 - 新ガソリンの名称を決める為の抽選プレゼント付き一般公募キャンペーンを実施。
- 1984年（昭和59年）
  - 1月1日 - 前年度に行った、抽選プレゼント付き新ガソリンの名称一般公募キャンペーンの結果、レギュラーガソリンの名称がそれまでの「日石シルバーガソリン」（レギュラーガソリン）及び「ニュー日石ゴールドガソリン」（無鉛プレミアムガソリン）からそれぞれ「日石ダッシュガソリン」及び「日石ダッシュガソリンスペシャル」へと変更された。
  - 11月30日 - 三菱石油と業務提携契約を締結。
- 1986年（昭和61年）7月1日 - 「ニュー日石ダッシュガソリンスペシャル」発売。
- 1987年（昭和62年）7月1日 - 無鉛100オクタンガソリンである「日石ダッシュレーサー100ガソリン」を発売。CMには、当時ル・マン24時間耐久レースに参戦する際にトラストとの合同チームが使用していたポルシェ・962Cを使用していた。
  - 10月1日 - 日本信販と提携し「日石ONE-UPカード」の発行を開始。
- 1988年（昭和63年）- 創業100周年。

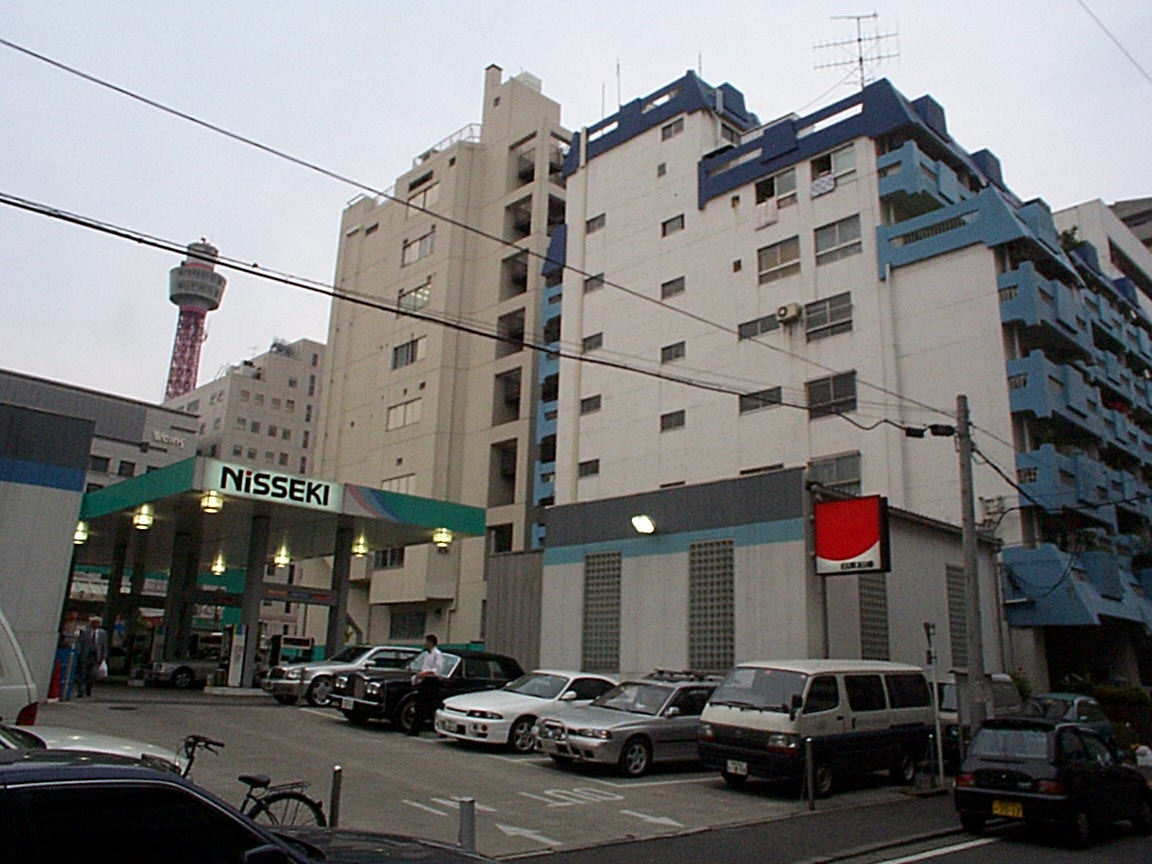
パステルグリーンにカラーリングされた旧日本石油ガソリンスタンド（1999年）

- 1989年（平成元年）10月1日 - 日石樹脂化学を合併。
- 1991年（平成3年）
  - 6月26日 - 資源開発子会社の業務を統括する日本石油開発株式会社（現・JX石油開発）を設立。
  - 同年度 - 給油所のカラーリングをパステルグリーンに変更し、従来の「日本石油」ロゴに代わり、ローマ字表記の「NiSSEKI」をブランド名として使用開始[7]。
- 1994年（平成6年） - 新型洗浄剤「ワーキレー」を配合した、「日石ダッシュワーキレーガソリン」及び「日石ダッシュワーキレーレーサー100ガソリン」を発売。
- 1996年（平成8年）4月 - カルテックス社が所有する日本石油精製の全株式を取得、100%子会社とする。
- 1999年（平成11年）4月1日 - 当社を存続会社として三菱石油を吸収合併し、日石三菱株式会社に商号変更。新潟製油所を日本石油加工に譲渡。

以降は新日本石油を参照のこと。

## 歴代社長
1. 内藤久寛
2. 橋本圭三郎
3. 水田政吉
4. 小倉房蔵
5. 渡辺譲吉
6. 佐々木弥市
7. 栗田淳一
8. 上村英輔
9. 滝口丈夫
10. 岡田一幸
11. 建内保興
12. 岩本賢太郎
13. 大澤秀次郎

## かつて保有していた製油所
- 尼瀬製油場 - 1890年12月開設・1903年6月閉鎖、新潟県三島郡出雲崎町尼瀬
- 柏崎製油所（初代） - 1899年6月開設・1922年7月閉鎖、新潟県柏崎市大久保
- 新津製油所（初代） - 1907年2月買収・1917年11月閉鎖、新潟市秋葉区田家
- 直江津製油所 - 1907年6月買収・1923年1月閉鎖、新潟県上越市頸城区西福島
- 秋田製油所 - 1910年7月開設・1970年3月閉鎖、秋田市土崎港相染町
- 北海道製油所 - 1912年4月開設・1957年12月閉鎖、札幌市手稲区
- 新潟製油所 - 1921年10月移管・1999年3月閉鎖、新潟市中央区竜が島
- 柏崎製油所（2代目） - 1921年10月移管・1967年10月閉鎖、新潟県柏崎市日石町
- 秋田製油所豊川支所 - 1921年10月移管・1922年12月閉鎖、秋田県潟上市昭和豊川船橋
- 秋田製油所道川支所 - 1921年10月移管・1927年3月閉鎖、秋田市上新城道川
- 秋田製油所二田分工場 - 1921年10月移管・1923年3月閉鎖、秋田県潟上市天王二田
- 新津製油所（2代目） - 1921年10月移管・1928年7月閉鎖、新潟市秋葉区
- 苗栗製油所 - 1921年10月移管・1945年8月閉鎖、台湾苗栗県苗栗市
- 鶴見製油所 - 1923年5月開設・1949年2月閉鎖、横浜市鶴見区安善町（跡地は在日米軍鶴見貯油施設）
- 関西製油所 - 1936年12月開設・1949年3月閉鎖、兵庫県尼崎市扇町
- 東京製油所 - 1941年6月移管・1945年6月閉鎖、東京都江東区大島
- 長岡製油所 - 1942年6月移管・1943年11月閉鎖、新潟県長岡市草生津
- 川崎製油所 - 1942年6月移管・1943年12月閉鎖、神奈川県川崎市川崎区扇島
- 上海製油所 - 1943年4月開設・1945年10月閉鎖、中国上海市
- 高雄製油所 - 1944年8月開設・1945年8月閉鎖、台湾高雄市
- 末武製油所 - 1944年9月開設・1945年10月閉鎖、山口県下松市西豊井

## 広報・宣伝

### コーポレートステートメント
- サンシャイン TO YOU
- 人へ、エナジー
- こころが動きだす。(1992年4月1日 - 1998年頃)

### CM

#### コマーシャルソング
旧・日本石油のコマーシャルソングとして、冬季のストーブ用灯油のCMでの『日石灯油だもんネ』（作詞：五木寛之、作曲：越部信義）がある。この曲は、三菱石油との合併後も歌詞の一部を変更して（日石灯油→日石三菱→ENEOS灯油にそれぞれ差し替え。）引き続き使用されている。
60年代頃のCMソングとして『日本石油の唄』『ハイ・ハイ・ハイオクタン』（いずれも作詞・作曲：三木鶏郎）、『はりきる日石サービスマン』（作詞：秋山貞雄、作曲：越部信義）もあった。1988年には日石100周年記念ソングとしてサーカスといずみたくファミリーの合作『輝くオイルロード』が制作され、1987年及び1992年の2度に渡って日本石油グループの企業CM内でCMソングとして使用していた。
また、30年以上の長きにわたって販売されていたエンジンオイルのPANシリーズに代わり新たに1995年に登場したZOAシリーズのCMでは、X JAPANの『CRUCIFY MY LOVE』『White Poem I』の2曲が使用されていた。日石三菱発足後でENEOSブランド転換前の2000年には童謡『この道』のCUM'CUM'によるカバーが使用された。

#### 出演タレント
- 伴淳三郎
- 伊藤つかさ
- 麻倉未稀
- 神田正輝
- 所ジョージ
- 笑福亭鶴瓶
- ザ・ドリフターズ
- 星野一義
- マイケル・ウィンスロー
- 鶴田真由
- 大沢たかお
- 中谷美紀
- 星飛雄馬
- globe

#### スポンサー番組

##### テレビ
- 天才・たけしの元気が出るテレビ!!（日本テレビ系）
- 水曜ドラマ日本テレビ系
- あじのある旅（TBS系、MBS制作）
- もうひとつの旅（TBS系、MBS制作）
- 音楽の旅はるか（TBS系、MBS制作）
- ゴールデン洋画劇場（フジテレビ系）

##### ラジオ
- 裕司と雅子のガバッといただき!!ベスト30（AM・ニッポン放送系、1993年4月 - 1998年3月）

この他、主にNRN系列のラジオ局のスポットのインフォマーシャルとして、「日石チューンナップジョッキー」（ロイ・ジェームス）→「日石ワンナップジョッキー」（西田敏行）が放送されたことがあった。

## 販促キャンペーン
ハイオクガソリンの日石ダッシュレーサー100の販促キャンペーンとして、ラジオのトップDJによるノンストップミックスアルバムが抽選で頒布された。各アルバムはアメリカ西海岸のラジオ番組を模しており、ドライブに最適化された選曲となっている。
- DASH TO THE HUNDRED（1988年，コンパクトカセット） - 実際にアメリカを代表するラジオパーソナリティ「リック・ディーズ」に依頼して制作された。
- GOLD DISK AMENITY（1990年，CD）